# Pallasea
Pallasea é um género de Pallaseidae.
O género foi descrito em 1862 por C. S. Bate.
As espécies deste género podem ser encontradas no Lago Baikal e em alguns lagos da Europa.
Espécies:
- Pallasea angarensis Dorogostaisky, 1917[1]
- Pallasea cancellus (Pallas, 1772)[1]
- Pallasea gerstfeldtii (Dybowsky, 1874)[1]